# 八千種村
八千種村（やちくさむら）は、兵庫県神崎郡にあった村。現在の福崎町大字大貫・八千種にあたる。

## 地理
- 山岳 ： 住吉山

## 歴史
- 1889年（明治22年）4月1日 - 町村制の施行により、神東郡大貫村・八千種村の区域をもって発足。
- 1896年（明治29年）4月1日 - 所属郡が神崎郡に変更。
- 1956年（昭和31年）5月3日 - 田原村・福崎町と合併し、改めて福崎町が発足。同日八千種村廃止。

## 交通

### 道路
現在は旧村域を中国自動車道が通過するが、当時は未開通。